# Kropps församling
Kropps församling är en församling i Luggude-Åsbo kontrakt i Lunds stift. Församlingen ligger i Helsingborgs och Bjuvs kommuner i Skåne län.

## Administrativ historik
Kropps församling har medeltida ursprung.
Församlingen utgjorde under medeltiden ett eget pastorat för att därefter till 2002 vara moderförsamling i pastoratet Kropp och Mörarp som från 1962 även omfattade församlingarna Hässlunda, Frilestad och Välluv. Från 2002 till 2010 var församlingen moderförsamling i pastoratet Kropp, Mörarp-Hässlunda och Välluv-Frillestad. År 2010 införlivades Mörarp-Hässlunda församling och Välluv-Frillestads församling och församlingen utgör sedan dess ett eget pastorat. År 2020 införlivades Ekeby församling.
Då församlingen är belägen i utkanten av Helsingborgs stad har den påverkats av stadens expansion, som på 1980-talet ledde till utbyggnaden av bostadsområdet Björka mellan Väla köpcentrum och Ödåkra. Befolkningsökningen ledde till uppförandet av Björkakyrkan 1991, efter ritningar av Sulev Krämer. I anknytning till den nya kyrkan uppfördes även Björka församlingsgård, som utgör församlingens administrativa centrum.

## Kyrkor

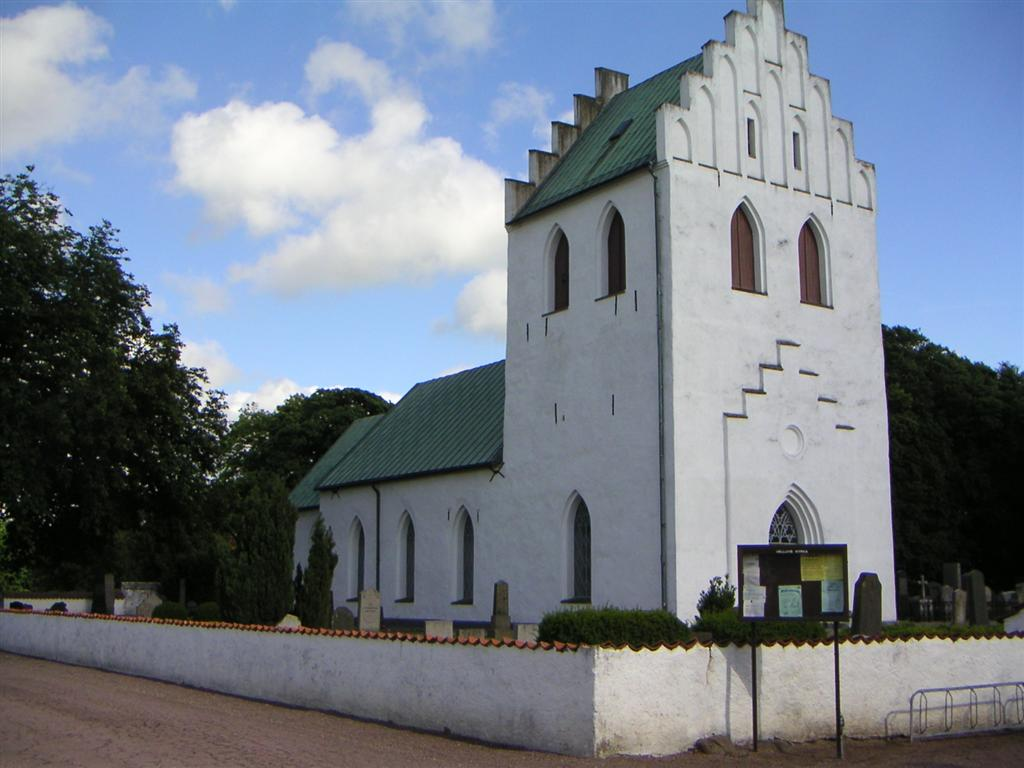
Välluvs kyrka.

- Björkakyrkan
- Ekeby kyrka
- Frillestads kyrka
- Hässlunda kyrka
- Kropps kyrka
- Mörarps kyrka
- Välluvs kyrka

## Kyrkoherdar
| - Søren Jensen, 1500-talet - Morten Mortensen, 1500-talet - Niels Lauritsen, 1600-talet - Peder Thomesen, 1600-talet - Rasmus Hoffgard, 1600-talet - Otto Frich, 1682–omkr. 1703 - Johannes Jacobæus, 1703–1710 - Casten Aulin, 1711–1744 - Johan Eurenius, 1745–1777 | - Johan Ludwig Tielcke, 1778–1805 - Paul Landby, 1806–1828 - Matthias Rönbeck, 1830–1840 - Olof Theander, 1840–1853 - Anders Werlin-Ohlson, 1857–1886 - Malte Matthiesen, 1889–1892 - Joel Laurin, 1894–1924 - Kaleb Andersson, 1925–1959 - Curt Nilsson, 1960–1973 | - Helge Hammarström, 1973–1978 - Rolf Lindén, 1978–1981 - Knut Olsson, 1981–2000 - Lena Hervén, 2000–2010 - Markus von Martens, 2010–2015 - Annar Aas, 2015–2017 - Anna Kulle Säfstrand, 2017– |